# The Secret of Giving: A Christmas Collection
The Secret of Giving: A Christmas Collection è il ventitreesimo album in studio e secondo album natalizio della cantante statunitense Reba McEntire, pubblicato il 21 settembre 1999.

## Tracce
1. This Is My Prayer for You – 3:40 (Tony Arata, Gary Scruggs)
2. I Saw Mommy Kissing Santa Claus – 3:44 (Tommie Connor)
3. One Child, One Day – 3:31 (Gerry House, Layng Martine Jr.)
4. Mary, Did You Know? – 3:21 (Buddy Greene, Mark Lowry)
5. Up on the Housetop – 2:07 (Benjamin Hanby)
6. The Angels Sang – 3:45 (Helen Darling, Peggy Newman)
7. Santa Claus Is Coming Back to Town – 3:35 (Roxie Dean, Sonny Tillis)
8. The Secret of Giving – 3:55 (Rick Bowles, Sunny Russ)
9. This Christmas – 3:52 (Rick Bowles)
10. Til the Season Comes 'Round Again – 3:34 (Randy Goodrum, John Barlow Jarvis)

## Classifiche
| Classifiche (1999) | Posizione massima |
| ------------------ | ----------------- |
| Stati Uniti        | 85                |